# NACE
NACE (fr. Nomenclature statistique des Activités économiques dans la Communauté Européenne, statystyczna klasyfikacja działalności gospodarczych w Unii Europejskiej) – klasyfikacja zbudowana z szeregu liter i cyfr odpowiadających pięciu poziomom klasyfikacji.
Pierwsze cztery poziomy są wspólne dla wszystkich krajów Unii Europejskiej. Jednocześnie dopuszcza się zróżnicowanie piątego poziomu klasyfikacji w poszczególnych krajach w celu lepszego dostosowania klasyfikacji do lokalnych warunków.
W związku z dużym tempem zmian zachodzących we wszystkich obszarach gospodarki oraz szybkim rozwojem nowych dziedzin, szczególnie tych związanych z usługami i technologiami informacyjnymi i komunikacyjnymi, następują zmiany międzynarodowych klasyfikacji. I tak klasyfikację powstałą w roku 1990 przyjęło się nazywać NACE Revision 1.1 (Rev.1.1), natomiast uaktualnienie obowiązujące od 1 stycznia 2008 NACE Revision 2 (Rev.2).

## PowiązaniaNACEz klasyfikacjami międzynarodowymi i polskimi
Na NACE i PKD jest oparta Polska Klasyfikacja Wyrobów i Usług.